# Acanthodelta karschi
Acanthodelta karschi là một loài bướm đêm trong họ Noctuidae.